# アワシュ鉄道事故
アワシュ鉄道事故（アワシュてつどうじこ）とは1985年1月14日13時40分頃（現地時間、EAT）にエチオピアのアワシュ付近でジブチ・エチオピア鉄道を走行中の旅客列車が脱線した事故である。事故現場はアワッシュ川を横切る橋の上であり列車は35フィート以上下の川原に転落した。列車の5両の客車には1000人の乗客が乗っていたがうち4両の客車は渓谷に転落した。事故原因はカーブまたは橋の上での速度超過と推定される。
死傷者数は出典によって異なり、死者428人・負傷者500人以上とするものもあれば死者392人・負傷者約370人とするものもある。この事故はアフリカ史上最悪の鉄道事故であった。